# Sarphatipark 39-41
Het gebouw Sarphatipark 39-41 bestaat uit een dubbel herenhuis aan het Sarphatipark (zowel park als straat) in De Pijp te Amsterdam-Zuid. 
De woonhuizen zijn gebouwd in de eclectische bouwstijl en zijn gespiegeld ten opzichte van elkaar. 
G. Heuvelink was makelaar in Amsterdam en woonde even verderop in de straat aan het park. Hij was betrokken bij een van de eerste verhogingen van de grond in het Sarphatipark in 1902. 

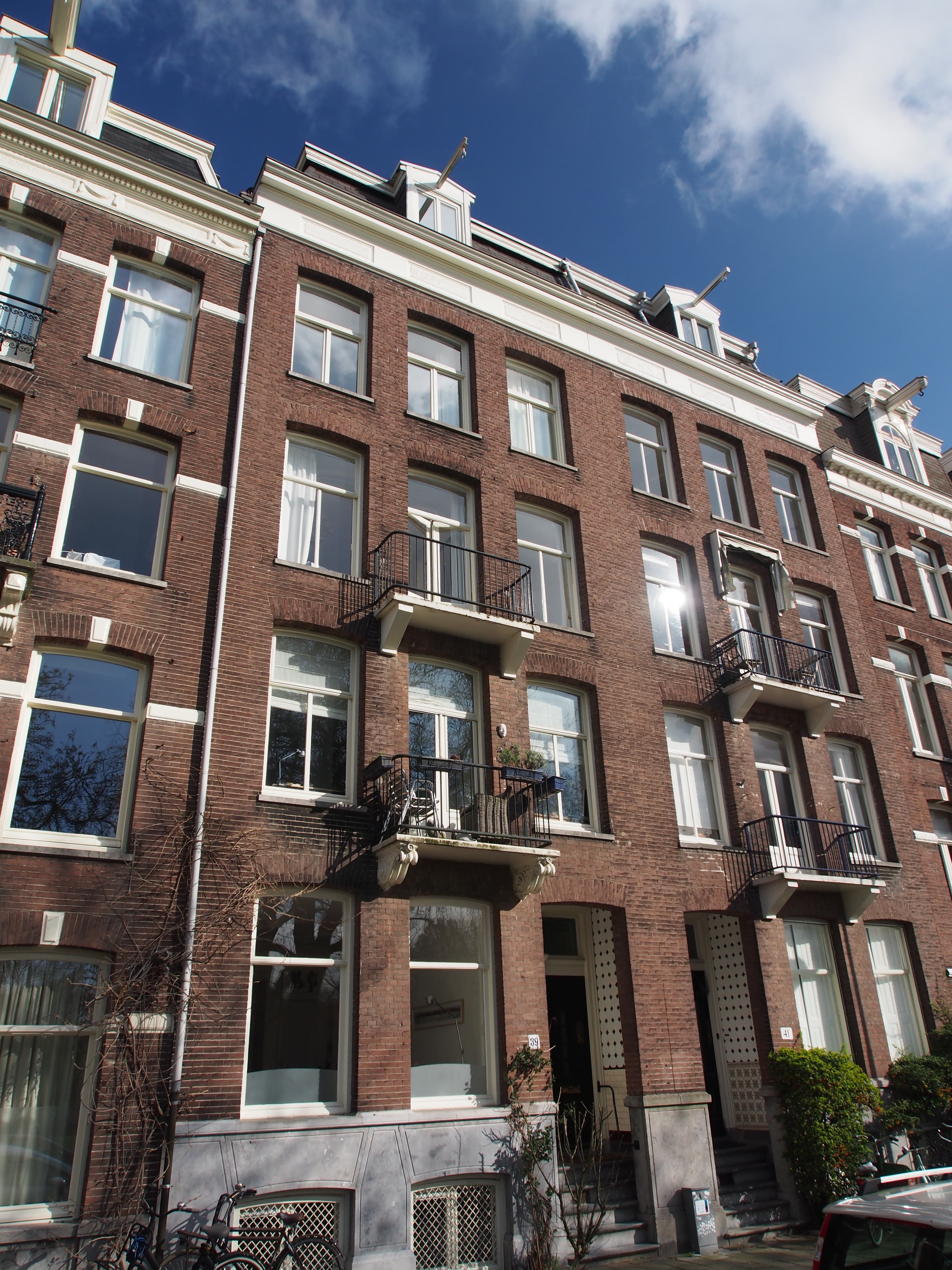
Sarphatipark 39 (2016)

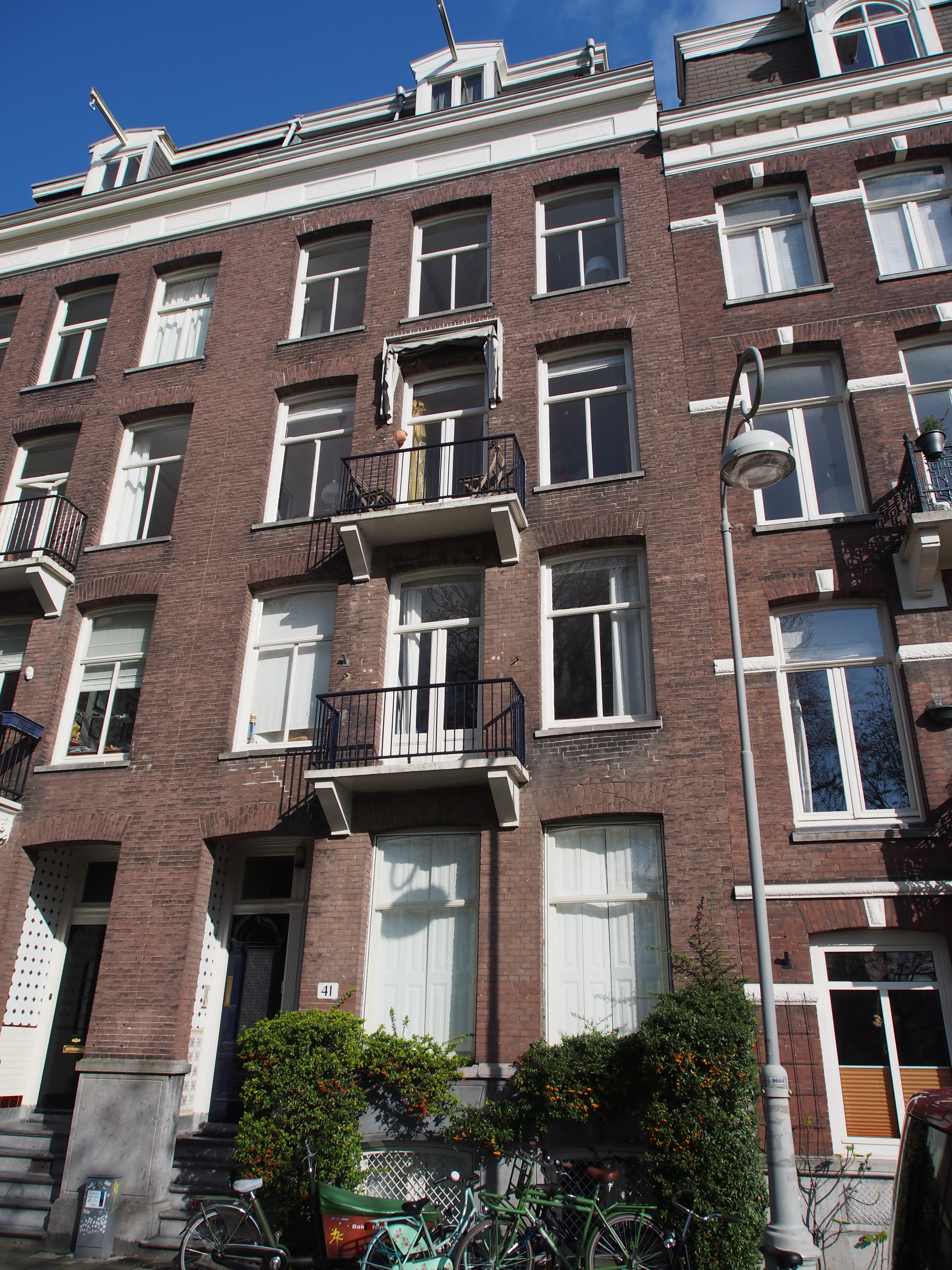
Sarphatipark 41 (2016)